# Си, Рамата-Тулей
Рамата-Тулей Си (фр. Ramata-Toulaye Sy, род. 14 июня 1986, Безон) — франко-сенегальская кинорежиссёр и сценаристка.

## Ранние годы и образование
Рамата-Тулей Си родилась в Безоне, Париж, в семье сенегальцев. Она училась в La Fémis в Париже, которую окончила в 2015 году. После окончания университета она несколько лет жила в Дакаре, Сенегал.

## Карьера
Короткометражный фильм Си 2021 года «Астель» стал победителем премии «Поделитесь своим путешествием» на Международном кинофестивале в Торонто 2021 года, а также премии SACD и специального приза жюри на Международном фестивале короткометражных фильмов в Клермон-Ферране 2022 года. 
Си была соавтором сценария художественных фильмов «Сибель» и «Нотр-Дам-дю-Нил», прежде чем снять «Астель» как свой первый режиссёрский проект. 
Её дебютный полнометражный фильм «Банель и Адама» был запущен в производство в 2022 году, премьера состоялась на Каннском кинофестивале 2023 года, а также он был показан на Международном кинофестивале в Торонто 2023 года. Фильм получил похвалу от критиков, которые описали его как выразительный дебют многообещающего режиссёра.